# 武華トンネル
武華トンネル（むかトンネル）は、北海道上川郡上川町にある国道39号のトンネル。
国道39号では銀河トンネルに次いで長い。

## 概要
かつて付近には武華隧道という全長150mのトンネルがあったが、この隧道は狭く、大型車のすれ違いが困難であった。また、周囲にはつづら折れ（ヘアピンカーブ）が多くこれを解消することも求められていた。そこで一般国道39号層雲峡改良事業の一環として新トンネルを掘ることになり（新オーストリアトンネル工法）、2006年（平成18年）10月26日に供用開始した。
新ルートの開通によって層雲峡温泉から石北峠までの所要時間が短縮された。